# قطعنامه ۳۷۲ شورای امنیت
قطعنامه ۳۷۲ شورای امنیت سازمان ملل متحد که در تاریخ ۱۸ اوت ۱۹۷۵ تصویب شد، سندی بین‌المللی دربارهٔ عضویت کیپ ورد است. این قطعنامه طی نشست ۱٬۸۳۸ام با ۱۵ موافق، ۰ مخالف و ۰ ممتنع تصویب شد.